# Hans Affeltranger
Hans Affeltranger (* 28. November 1919 in Winterthur; † 23. Dezember 2002 ebenda, heimatberechtigt in Pfäffikon und Winterthur) war ein Schweizer bildender Künstler. Sein Werk umfasst Malerei, Zeichnungen, Wandbilder, Druckgrafiken, Mosaike, Glasfenster, Tapisserien und Kunst am Bau.

## Leben und Werk
Hans Affeltranger war der Sohn des Malermeisters Hans Affeltranger-Weilenmann (1888–1933) und wuchs in Winterthur-Töss auf.
Er absolvierter im väterlichen Geschäft eine Flachmalerlehre mit Zusatzausbildung in Vergolden und Schriftmalen. Anschliessend erfolgte seine Eidgenössische Meisterprüfung. Am Technikum Winterthur nahm er Zeichenunterricht bei Professor Léon Jean Pétua (1846–1920).
Von 1943 bis 1947 besuchte er Kurse an der Kunstgewerbeschule Zürich bei Alfred Willimann, Johannes Itten und Ernst Gubler. Auf Gublers Empfehlung besuchte Affeltranger 1947 die Akademie von André Lhote in Paris. Studienreisen führten Affeltranger nach England, Frankreich, Italien, Griechenland, Marokko, Spanien und Deutschland.
Affeltranger erhielt 1949, 1950 ein Eidgenössisches Kunststipendium, 1959 die Anerkennungsgabe des Kantons Zürich, 1970 den Carl Heinrich Ernst-Kunstpreis und 1986 den Kulturpreis der Stadt Winterthur. Er war ab 1951 Mitglied der Künstlergruppe Winterthur.
Affeltranger schuf zahlreiche Kirchenfenster, Wandgemälde und Mosaike im öffentlichen Raum. Seine Werke stellte er in Einzel- und Gruppenausstellungen aus.

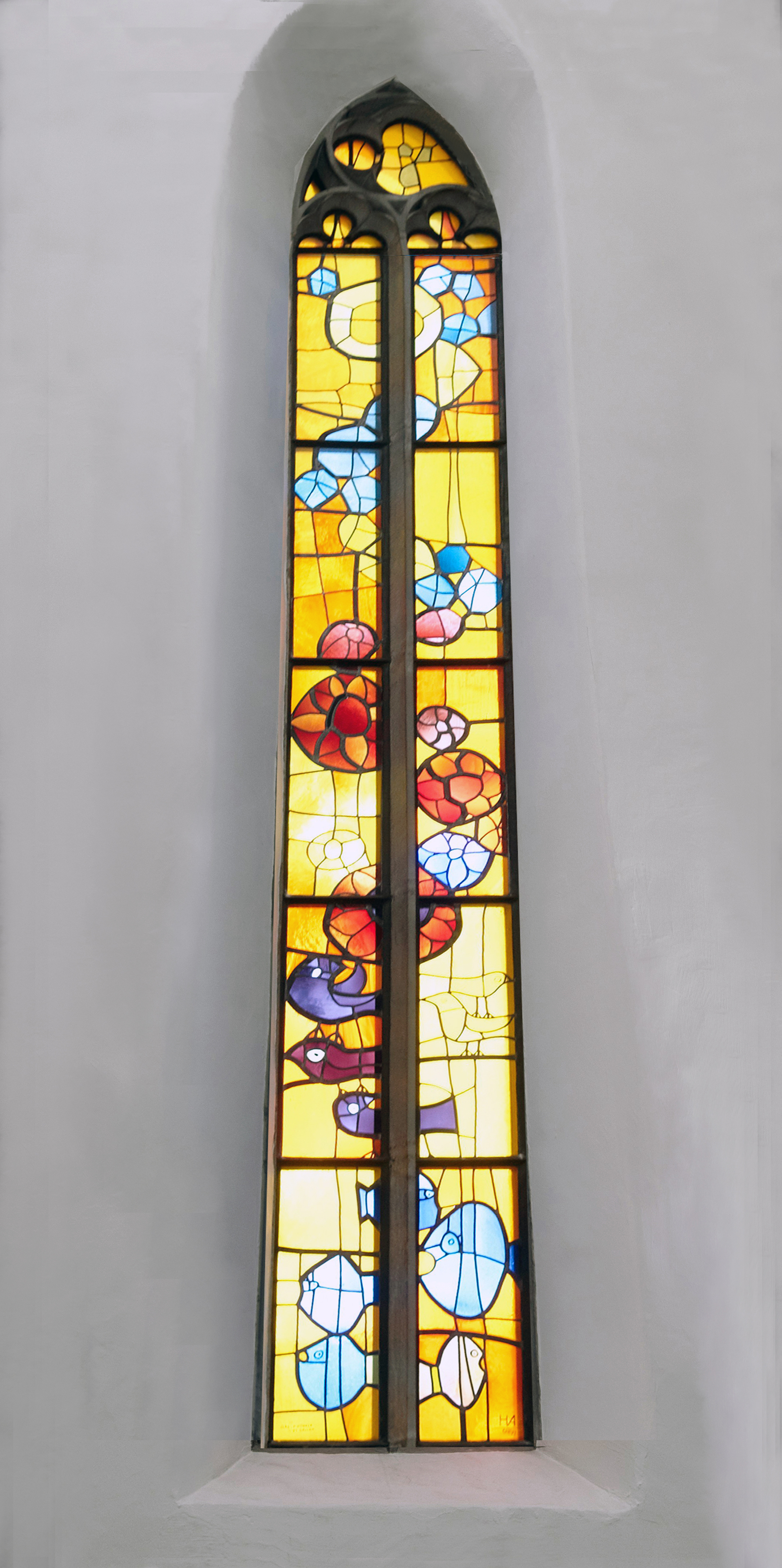
Schöpfungsfenster in der reformierten Kirche Bülach.
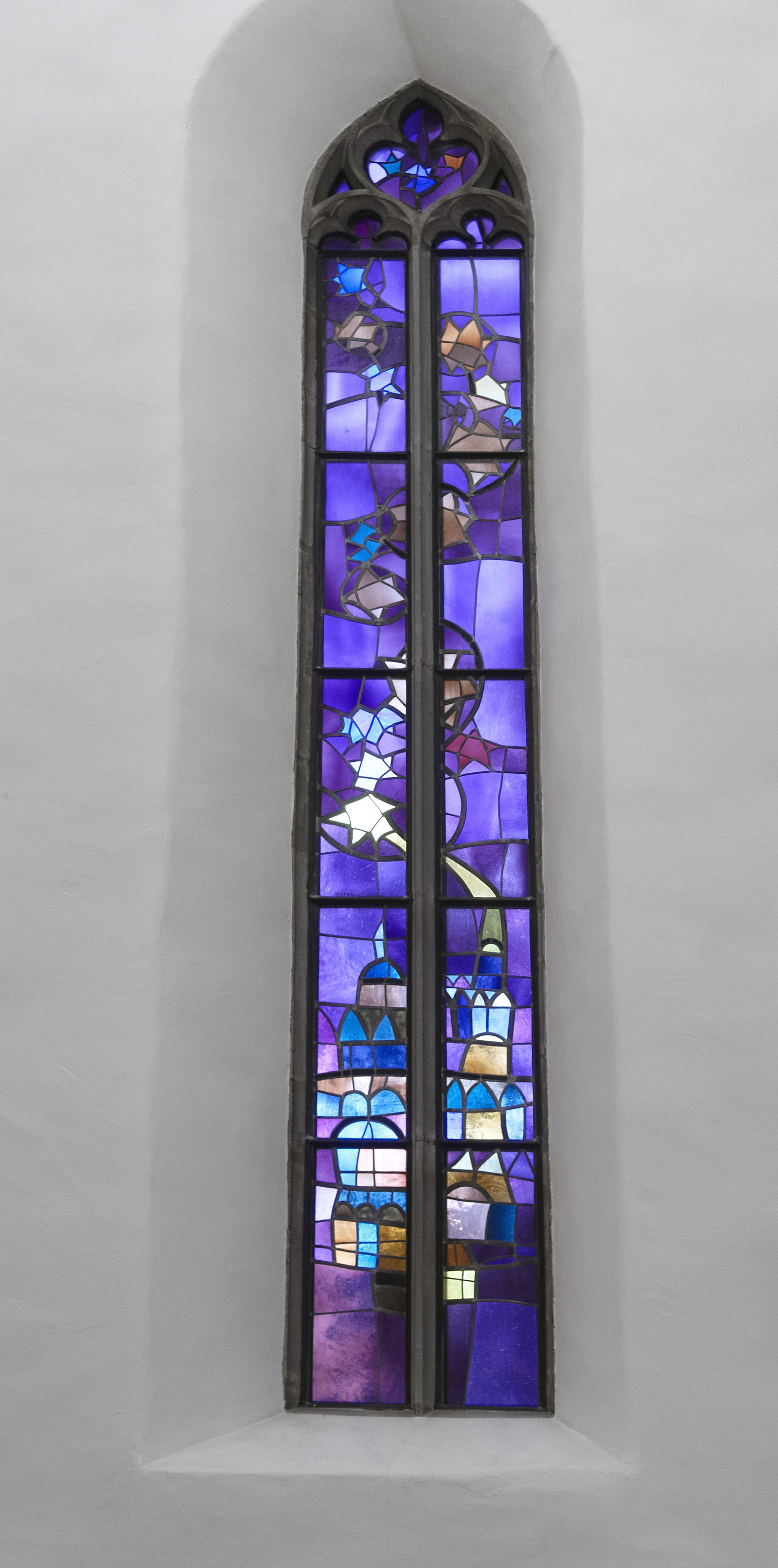
Schöpfungsfenster in der reformierten Kirche Bülach.
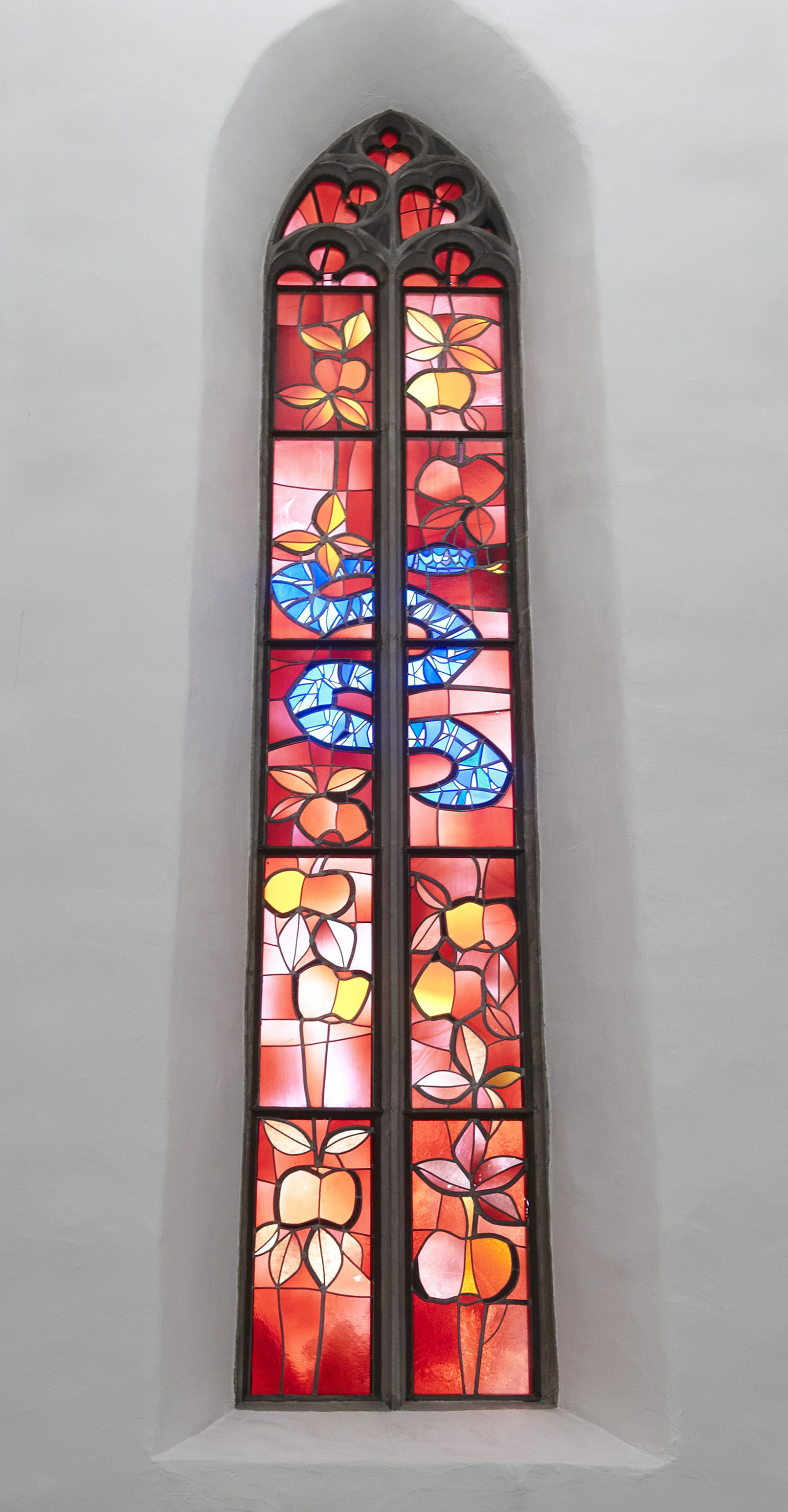
Schöpfungsfenster in der reformierten Kirche Bülach.
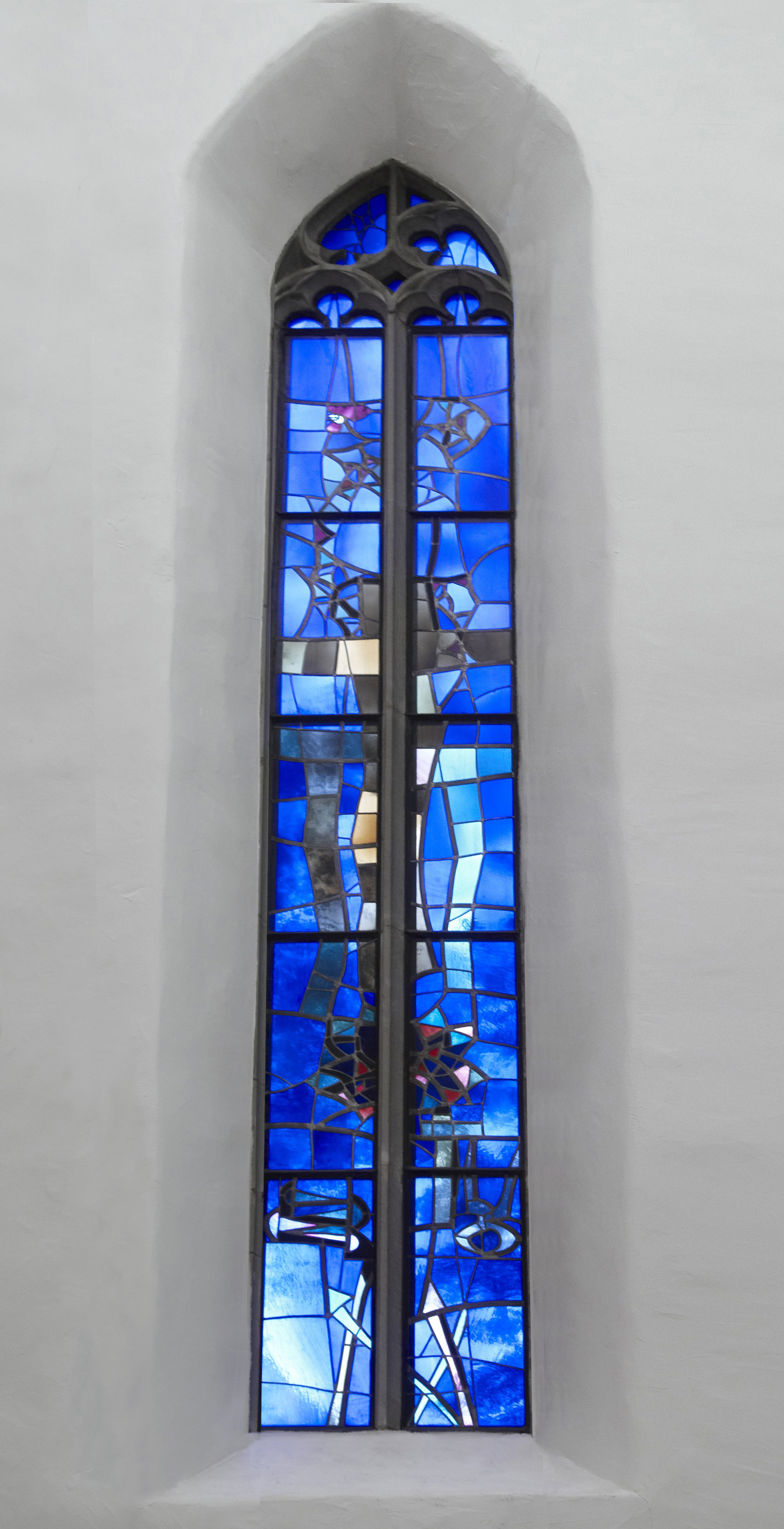
Schöpfungsfenster in der reformierten Kirche Bülach.
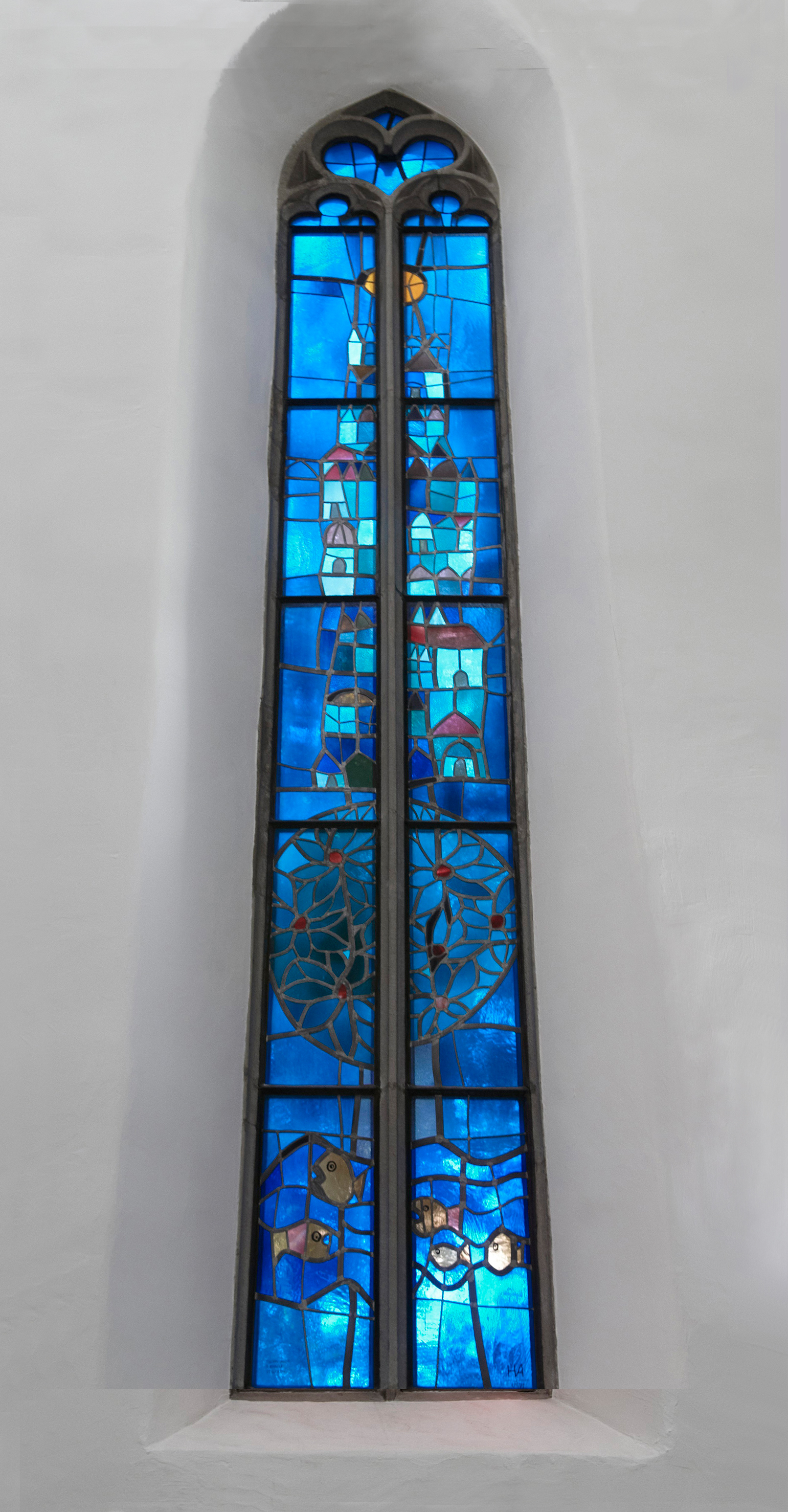
Schöpfungsfenster in der reformierten Kirche Bülach.